# Венера-6

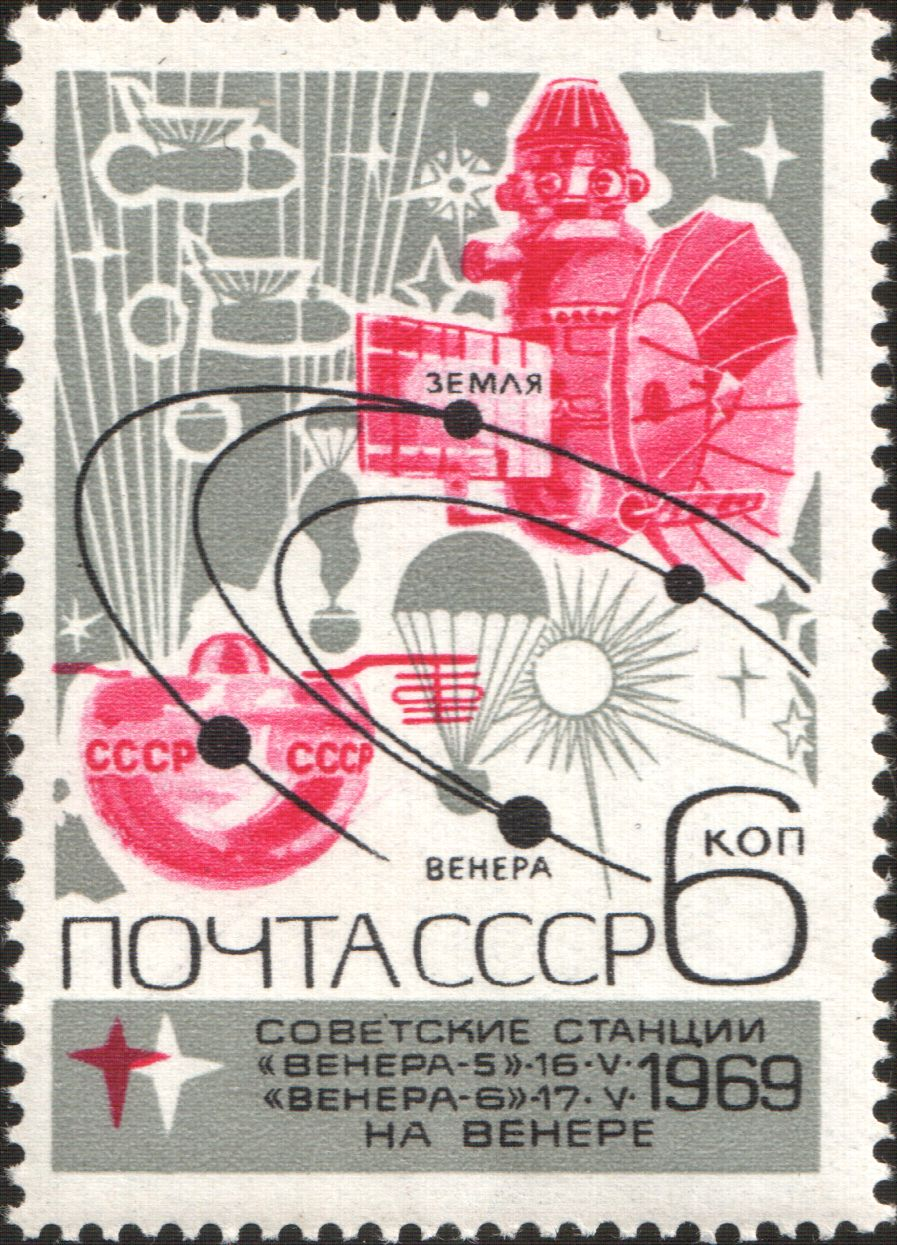
Почтовая марка СССР. 1969. «Венера-5», «Венера-6»

«Венера-6» — советская автоматическая межпланетная станция (АМС) для исследования планеты Венера.

## Технические данные
- Дата старта 10 января 1969 года 8 часов 51 минута 52 секунды московского времени
- Ракета-носитель: «Молния-М» с разгонным блоком ВЛ
- Масса КА: 1130 кг
- Масса спускаемого аппарата: 410 кг

АМС «Венера-6» была создана на Машиностроительном заводе имени С. А. Лавочкина.
Конструкция АМС «Венера-6» была полностью аналогична конструкции АМС «Венера-5».
На станции «Венера-6» был памятный знак, на одной стороне которого было изображение герба Советского Союза, а на другой — барельеф В. И. Ленина.

## Цель запуска
Целью запуска автоматической станции «Венера-6» была доставка спускаемого аппарата в атмосферу планеты Венера и изучение физических параметров и химического состава атмосферы.
Это был одновременный полёт двух одинаковых по конструкции автоматических станций: «Венера-5» и «Венера-6». «Венера-5» стартовала на пять суток раньше «Венеры-6». Окрестностей планеты Венера станция «Венера-5» достигла на одни сутки раньше станции «Венера-6».

## Состав научной аппаратуры

### Орбитальный аппарат
- прибор КС-18-3М для изучения потоков космических частиц
- прибор ЛА-2У для определения распределения кислорода и водорода в атмосфере планеты

### Спускаемый аппарат
- датчики давления типа МДДА-А для измерения давления атмосферы в диапазоне от 100 до 30000 мм рт. ст. (0,13-40 атм)
- газоанализаторы Г-8 для определения химического состава атмосферы
- прибор ВИП для определения плотности атмосферы по высоте
- ФО-69 для измерения освещенности в атмосфере
- ИС-164Д для определения температуры атмосферы по высоте

## Полёт
«Венера-6» была запущена с космодрома Байконур 10 января 1969 года в 8 часов 52 минут московского времени.
16 марта 1969 года была проведена коррекция орбиты станции, которая в это время находилась на расстоянии 15,535 млн км от Земли.
17 мая 1969 года, через 127 суток после старта (через сутки после станции «Венера-5»), станция «Венера-6» достигла окрестностей планеты Венера. Вход в атмосферу планеты Венера произошёл на ночной стороне на расстоянии, приблизительно, 300 км от места входа в атмосферу станции «Венера-5». Координаты точки входа в атмосферу Венеры: 5° южной широты, 23° восточной долготы.
После отделения спускаемого аппарата был раскрыт парашют. В течение спуска, который продолжался 50 минут, радиовысотомер передал два значения высоты над поверхностью: 32,1 и 21,2 км.
Во время спуска проводились измерения температуры, давления, освещённости и химического состава атмосферы. Диапазон изменения температуры составил от 25 до 320 °C, а давления от 0,5 до 27 атмосфер, диапазон высот от 55 до 18 км.
Во время спуска дважды производился забор проб для анализа состава атмосферы. Первый раз анализ состава атмосферы производился при давлении 2 атмосферы и температуре около 85 °C. Второй раз — 10 атмосфер и 225 °C.
Всего за время спуска было проведено более 70 измерений давления и более 50 измерений температуры.
При сравнении показаний измерений, сделанных станциями «Венера-5» и «Венера-6» были обнаружены различия по высоте при одинаковых значениях давления и температуры. Этот результат объясняется различием (примерно 13 км) высоты рельефа поверхности планеты в точках спуска аппаратов, расстояние между которыми составляло несколько сотен километров.
Анализ состава атмосферы показал, что она состоит на 97 % из углекислого газа, 2 % азота, не более 0,1 % кислорода, и незначительного количества водяного пара.
Фотометр зарегистрировал освещённость ниже порогового значения.
Производились измерения потоков плазмы («солнечного ветра») в окрестностях планеты Венера.
Спускаемый аппарат перестал передавать информацию на Землю, когда давление достигло значения 27 атмосфер, это произошло на высоте 18 км над поверхностью. Программа полёта станции «Венера-6» была выполнена полностью.